# Xã Middle, Quận Franklin, Arkansas
Xã Middle (tiếng Anh: Middle Township) là một xã thuộc quận Franklin, tiểu bang Arkansas, Hoa Kỳ. Năm 2010, dân số của xã này là 1.144 người.